# Laurdan
Laurdan ist ein Fluoreszenzfarbstoff, der zur Untersuchung von Lipid Rafts in Zellmembranen verwendet wird.

## Eigenschaften
Laurdan wird zur Färbung von Cholesterol-haltigen Bereichen der Zellmembranen (lipid rafts) eingesetzt. Laurdan besitzt einen solvatochromen Effekt und ändert nach dem Anteil an Wassermolekülen in seiner Umgebung seine Farbe.

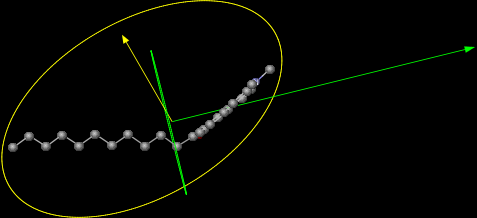
Geometrie des Laurdan

Laurdan besteht aus einem Laurinsäureanteil mit einem Naphthalen verestert. Aufgrund einer teilweisen Ladungstrennung zwischen der 2-Dimethylamin- und der 6-Carbonylgruppe besitzt die Naphthalengruppe ein Übergangsdipolmoment, welches bei Anregung zunimmt und die Neuordnung der Moleküle des umgebenden Lösungsmittels verursacht. Dadurch entsteht die Fluoreszenz. Die Neuordnung des umgebenden Lösungsmittels benötigt Energie, die aus dem angeregten Zustand des Fluoreszenzfarbstoffs bezogen wird und sich bei wässrigen (polaren) Lösungsmitteln in einer Rotverschiebung des Emissionsspektrums äußert, bei apolaren Lösungsmitteln dagegen in einer Blauverschiebung. Laurdan besitzt in der Zellmembran ein Emissionsmaximum von 440 nm in der Gelphase und 490 nm in der flüssigen Phase. Diese Spektralverschiebung erfolgt durch die Relaxation, je nach Orientierung des Laurdans und der Neuordnung der umgebenden Lösungsmittelmoleküle.

## Anwendungen

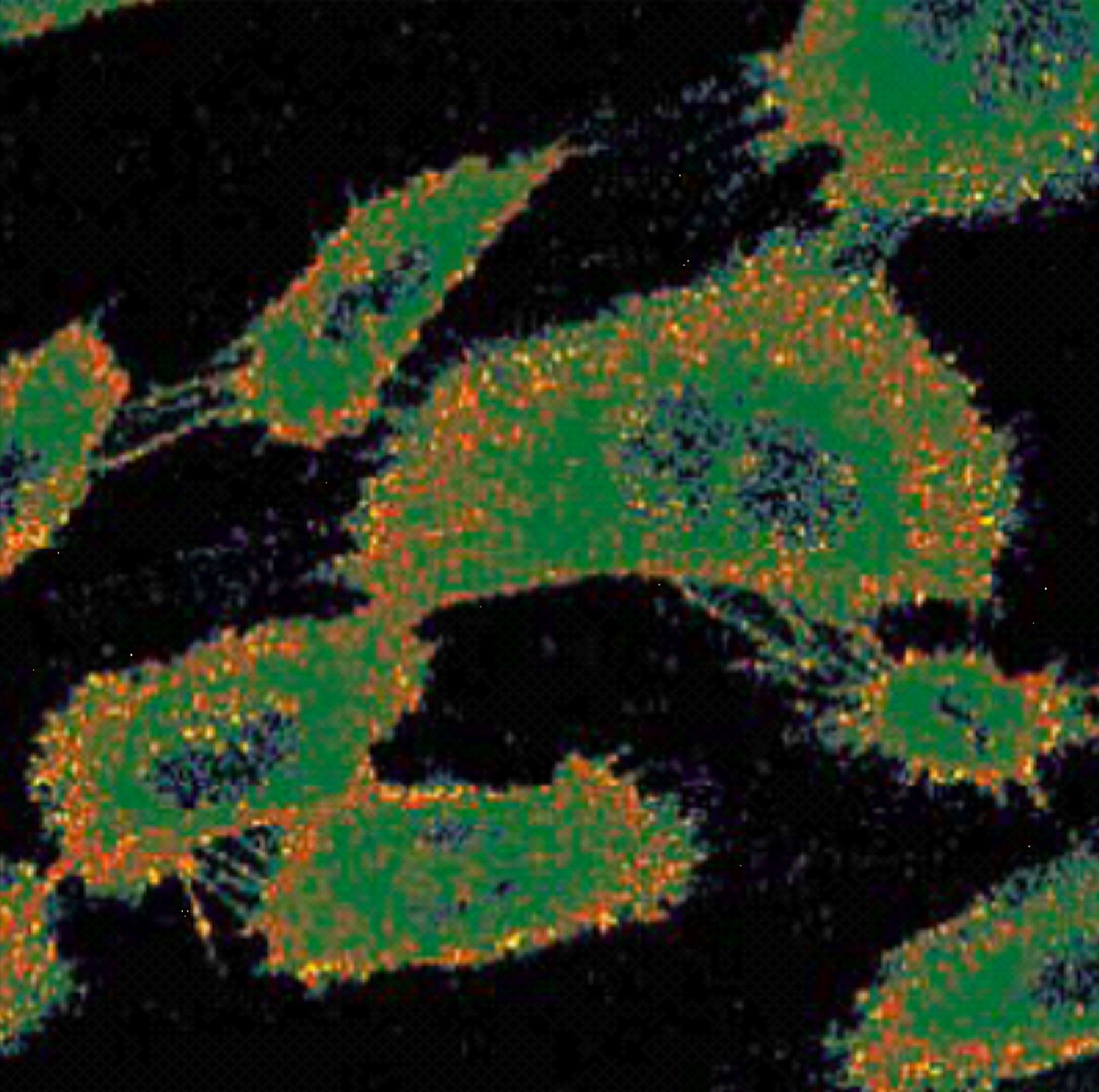
CHO-Zellen mit Laurdan gefärbt

Laurdan kann an Zellen in Zellkultur angewendet werden. Durch die Einlagerung des Laurdan in Bereiche der Zellmembran kann auf deren Zusammensetzung rückgeschlossen werden.

## Geschichte
Laurdan wurde erstmals 1979 von Gregorio Weber synthetisiert. Seine Dissertation mit dem Titel „Fluorescence of Riboflavin, Diaphorase and Related Substances“ war einer der Anfänge der Fluoreszenzspektroskopie von Biomolekülen. Laurdan stellte eine Alternative zu Farbstoff-markierten Lipiden dar, welche oftmals unspezifische Wechselwirkungen des Farbstoffs mit der Zellmembran aufwiesen. Laurdan wurde ursprünglich als Dipolrelaxationsfarbstoff für Zellmembranen entworfen.